# Guillaume Éraud
Pour les articles homonymes, voir Éraud.
Guillaume Eraud, né le 1er juillet 1981 à Enghien-les-Bains, est athlète français spécialiste du 1500 m. Il a été plusieurs fois champion de France de la discipline en salle, dont en 2009 à Liévin, et en plein air. Il a aussi été médaillé d'argent au championnat d'Europe junior de cross-country en 1999. Il a couru le 1500m en 3 min 36 s 14 le 29 juillet 2008 au meeting de Monaco.
Il appartenait au club de Franconville Athlétisme Val-d'Oise.